# Grzybówka nadwodna
Grzybówka nadwodna (Mycena tubarioides  (Maire) Kühner) – gatunek grzybów z rodziny grzybówkowatych (Mycenaceae).

## Systematyka i nazewnictwo
Pozycja w klasyfikacji według Index Fungorum: Mycena, Mycenaceae, Agaricales, Agaricomycetidae, Agaricomycetes, Agaricomycotina, Basidiomycota, Fungi.
Takson ten opisał w 1830 r. René Charles Maire, nadając mu nazwę Omphalia tubarioide. Obecną, uznaną przez Index Fungorum, nazwę nadał mu Robert Kühner w 1838 r.
Polską nazwę nadała Maria Lisiewska w 1987 r.

## Morfologia
Kapelusz
Średnica 2–8 mm, początkowo półkulisty, potem paraboliczny, szeroko dzwonkowaty, w końcu prawie płaski, a nawet nieco wklęsły lub z małym garbkiem. Brzeg początkowo podwinięty, półprzeźroczyście-prążkowany. Nie jest higrofaniczny. Powierzchnia oprószona lub delikatnie owłosiona, błyszcząca, różowa do lilioworóżowej, ciemniejsza w środku, z wiekiem brązowawo-beżowa bez śladów różu.
Blaszki
W liczbie 7–11 dochodzących do trzonu, bardzo szerokie, łukowate do wklęsłych, szeroko przyrośnięte lub nieco zbiegające, o barwie od blado różowej do białawej. Ostrza z galaretowatą warstewką i białawo oprószone.
Trzon
Wysokość 7–18 mm, grubość 6–7 mm, u młodych owocników amyloidalny, chrzęstny, walcowaty, równy lub nieco poszerzony przy podstawie. Powierzchnia całkowicie oprószona, w większej części błyszcząca, blado różowa lub biaława z różowym odcieniem, pokryta nielicznymi białawymi, promienistymi włókienkami.
Miąższ
Cienki, w kolorze powierzchni, bez wyraźnego zapachu i smaku.
Cechy mikroskopowe
Podstawki 24–32 × 7–12 µm, maczugowate, 4-zarodnikowe, ze sterygmami o długości 3–6 µm. Zarodniki (9–) 9,8–14 × 4–5 (–5,5) µm, Q = 2,3–3,1, Qav ≈ 2,8, wydłużone, pipetowate, gładkie, amyloidalne. Cheilocystydy 13-30 × 5-13 µm, tworzące sterylne pasma, zatopione w galaretowatej substancji i trudne do wykrycia, maczugowate, pokryte raczej nielicznymi lub dość licznymi, mniej lub bardziej równomiernie rozmieszczonymi, prostymi, sporadycznie rozgałęzionymi, cylindrycznymi wybrzuszeniami 1,5–10 × 1–2 µm. Pleurocystyd brak. Trama blaszek dekstrynoidalna, w odczynniku Melzera winna. Strzępki włosków w skórce kapelusza o szerokości 2,5-4 µm, zatopione w galaretowatej materii, gładkie, z prostymi lub rozgałęzionymi wypukłościami 0,5–8 × 0,5–1 µm. Strzępki warstwy korowej trzonu o szerokości 3–4,5 µm, uchyłkowate, z prostymi lub rozgałęzionymi wybrzuszeniami 1–6 × 1–2 µm, komórki końcowe o szerokości 5–9 µm, maczugowate, uchyłkowe. Sprzążki występują w strzępkach wszystkich części grzyba.

## Występowanie i siedlisko
W Polsce do 2003 r. podano jedyne stanowisko Mycena tubarioides w Puszczy Niepołomickiej. Władysław Wojewoda zaznacza, że rozprzestrzenienie tego gatunku i stopień zagrożenia w Polsce nie są znane.
Grzyb saprotroficzny. Owocniki pojedynczo lub w małych grupach na zbutwiałych osłonkach liści situ (Juncus), pałki (Typha), turzycy (Carex) i łodygach sitowia (Scirpus) w wilgotnych miejscach.

## Gatunki podobne
Na takich samych siedliskach jak grzybówka nadwodna występują Mycena culmigena, Mycena juncicola i Mycena riparia. Są one również podobne morfologicznie. Grzybówka nadwodna różni się jednak od nich mikroskopowo. Ma galaretowatą warstewkę w kapeluszu i galaretowatą krawędź blaszek, sprzążki w strzępkach oraz inaczej zbudowane cheilocystydy. Z gatunków tych w Polsce występuje tylko grzybówka nadwodna.